# آدولف الکساندر لسرل
آدولف الکساندر لسرل (فرانسوی: Adolphe Alexandre Lesrel) زاده ۱۹ مه ۱۸۳۹م، در مانش؛ و مرگ در تاریخ ۲۵ فوریه ۱۹۲۹م، در سن ۸۹ سالگی، یک نقاش فرانسوی بود.
وی مقدمات هنر نقاشی را نزد ژان-لئون ژروم، فرا گرفت و در ترسیم مناسبات تاریخی تخصص یافت. آثار وی، از جمله در موزه هنرهای زیبای نانت و دیگر موزه‌های سرشناس، نگهداری و نمایش داده می‌شوند. یکی از آثار آدولف الکساندر لسرل، به نام (The Practice Recital) در سال ۲۰۱۲م، در حراج ساتبیز به مبلغ ۸۶۵۰۰ دلار فروخته شد.